# Preis des Leninschen Komsomol

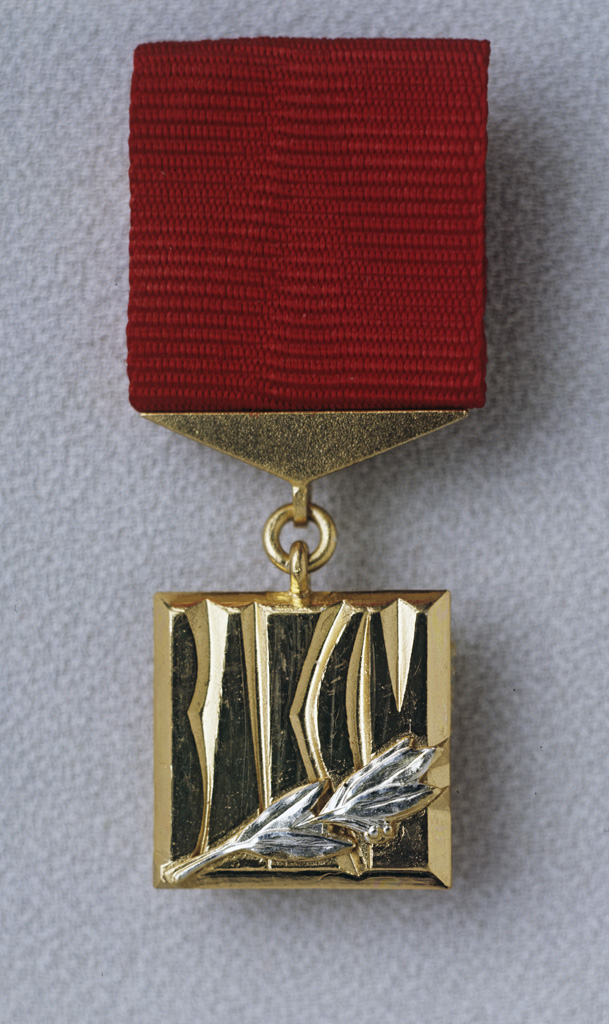
Preis des Leninschen Komsomol (Avers)

Der Preis des Leninschen Komsomol (russisch премия Ленинского комсомола) war eine sowjetische Auszeichnung, welche diejenigen ehren sollte, die Leistungen im Bereich der Wissenschaft, der Literatur oder der Kunst vollbracht haben, und zum Zeitpunkt der Verleihung jünger als 35 Jahre alt gewesen sind.
Der Preis wurde 1966 vom Zentralkomitee des Jugendverbandes Komsomol gestiftet.